# Parszkowo
Parszkowo (kaszb. Parszkòwò lub też Pôrszkòwò, Parzkòwò, niem. Parschkau, dawniej Parchowo, Parskowo) – osada kaszubska w Polsce położona w województwie pomorskim, w powiecie puckim, w gminie Krokowa. W najbliższej okolicy (na północy) znajdują się rezerwaty przyrody Moroszka Bielawskiego Błota i Woskownica Bielawskiego Błota.
Wieś szlachecka Parskowo położona była w II połowie XVI wieku w powiecie puckim województwa pomorskiego. W latach 1975–1998 miejscowość administracyjnie należała do województwa gdańskiego.

## Historia
Wieś należała do rodu Koziczkowskich, którzy wybudowali w tym miejscu w 1880 roku parterowy dwór w stylu neoklasycystycznym (obecnie jest to własność prywatna). W latach 1922–1939 budynek należał do Zygmunta Tebinki. We wsi znajdują się również: stuletnia gorzelnia, budynki gospodarcze i niewielki park. 7 listopada 1997 roku zespół dworsko-pałacowy z folwarkiem (dwór, stajnia, obora, park), został wpisany do rejestru zabytków województwa pomorskiego (nr 1647).